# Refuge dels Agols
Le refuge dels Agols est un refuge d'Andorre situé dans la paroisse d'Encamp à une altitude de 2 230 ou 2 232 m,.

## Randonnée
Propriété du Govern d'Andorra, le refuge est non gardé et ouvert toute l'année,. Il possède une capacité d'accueil de 6 à 10 personnes,.
Le refuge est accessible depuis les Cortals d'Encamp,. Le riu de l'Ovella coule à proximité.

## Toponymie
Agols dérive du mot catalan aigual par un phénomène de monophtongaison fréquent dans la toponymie andorrane. Aigual signifie en catalan « zone humide » / « marais ».
La forme els Agols et donc Refugi dels Agols est celle reconnue par la nomenclature des toponymes andorrans.
Cependant, la forme les Agols et donc Refugi de les Agols est retrouvée et même retenue par la Gran Enciclopèdia Catalana,. Le mot aigual étant masculin et l'article les étant l'article défini féminin pluriel en catalan, cette forme pourrait faire évoquer une fluctuation de genre. Néanmoins, l'article les dans la forme les Agols correspond plus vraisemblablement
à l'article défini masculin pluriel des dialectes catalans nord-pyrénéens.  C'est donc en se basant sur le genre très vraisemblablement masculin de Agols que la nomenclature des toponymes andorrans a opté pour le choix de l'article défini masculin pluriel catalan els.